# Gruzie na Eurovision Song Contest
Gruzie se zúčastnila 17 ročníků soutěže Eurovision Song Contest, poprvé v roce 2007. Jako první se v soutěži představila zpěvačka Sofo s písní „Visionary Dream“. Největším úspěchem bylo deváté místo, které získali Sofo Nižaradze v roce 2010 a Eldrine v roce 2011. Gruzie se původně měla zúčastnit i v roce 2009, ale rozhodla se ze soutěže odstoupit poté, co Evropská vysílací unie požadovala přepsání soutěžní písně, která odkazovala na tehdejšího ruského premiéra Vladimira Putina.
Gruzie postoupila do finále 8krát, naopak hned třikrát zůstala země v semifinále na posledním místě.

## Výsledky
| Rok  | Interpret                              | Píseň                    | Jazyk                   | Finále        | Finále        | Semifinále    | Semifinále    |
| Rok  | Interpret                              | Píseň                    | Jazyk                   | Pořadí        | Body          | Pořadí        | Body          |
| ---- | -------------------------------------- | ------------------------ | ----------------------- | ------------- | ------------- | ------------- | ------------- |
| 2007 | Sopho                                  | „Visionary Dream“        | angličtina              | 12.           | 97            | 8.            | 123           |
| 2008 | Diana Gurtskaya                        | „Peace Will Come“        | angličtina              | 11.           | 83            | 5.            | 107           |
| 2009 | Stephane and 3G                        | „We Don't Wanna Put In“  | angličtina              | odstoupení    | odstoupení    | odstoupení    | odstoupení    |
| 2010 | Sofia Nižaradze                        | „Shine“                  | angličtina              | 9.            | 136           | 3.            | 106           |
| 2011 | Eldrine                                | „One More Day“           | angličtina              | 9.            | 110           | 6.            | 74            |
| 2012 | Anri Jokhadze                          | „I'm a Joker“            | angličtina, gruzínština | nepostup      | nepostup      | 14.           | 36            |
| 2013 | Nodi Tatišvili a Sophie Gelovani       | „Waterfall“              | angličtina              | 15.           | 50            | 10.           | 63            |
| 2014 | The Shin a Mariko                      | „Three Minutes to Earth“ | angličtina              | nepostup      | nepostup      | 15.           | 15            |
| 2015 | Nina Sublatti                          | „Warrior“                | angličtina              | 11.           | 51            | 4.            | 98            |
| 2016 | Nika Kocharov a Young Georgian Lolitaz | „Midnight Gold“          | angličtina              | 20.           | 104           | 9.            | 123           |
| 2017 | Tamara Gachechiladze                   | „Keep the Faith“         | angličtina              | nepostup      | nepostup      | 11.           | 99            |
| 2018 | Ethno-Jazz Band Iriao                  | „For You“                | gruzínština             | nepostup      | nepostup      | 18.           | 24            |
| 2019 | Oto Nemsadze                           | „Keep On Going“          | gruzínština             | nepostup      | nepostup      | 14.           | 62            |
| 2020 | Tornike Kipiani                        | „Take Me as I Am“        | angličtina              | ročník zrušen | ročník zrušen | ročník zrušen | ročník zrušen |
| 2021 | Tornike Kipiani                        | „You“                    | angličtina              | nepostup      | nepostup      | 16.           | 16            |
| 2022 | Circus Mircus                          | „Lock Me In“             | angličtina              | nepostup      | nepostup      | 18.           | 22            |
| 2023 | Iru                                    | „Echo“                   | angličtina              | nepostup      | nepostup      | 12.           | 33            |
| 2024 | Nutsa Buzaladze                        | „Firefighter“            | angličtina              | 21.           | 34            | 8.            | 54            |
| 2025 | Mariam Shengelia                       | „Freedom“                | gruzínština, angličtina | nepostup      | nepostup      | 15.           | 28            |

| Legenda | Legenda                              |
| ------- | ------------------------------------ |
| 3       | 3. místo                             |
| ◁       | poslední místo                       |
| X       | interpret vybrán, ale nezúčastnil se |

## Galerie

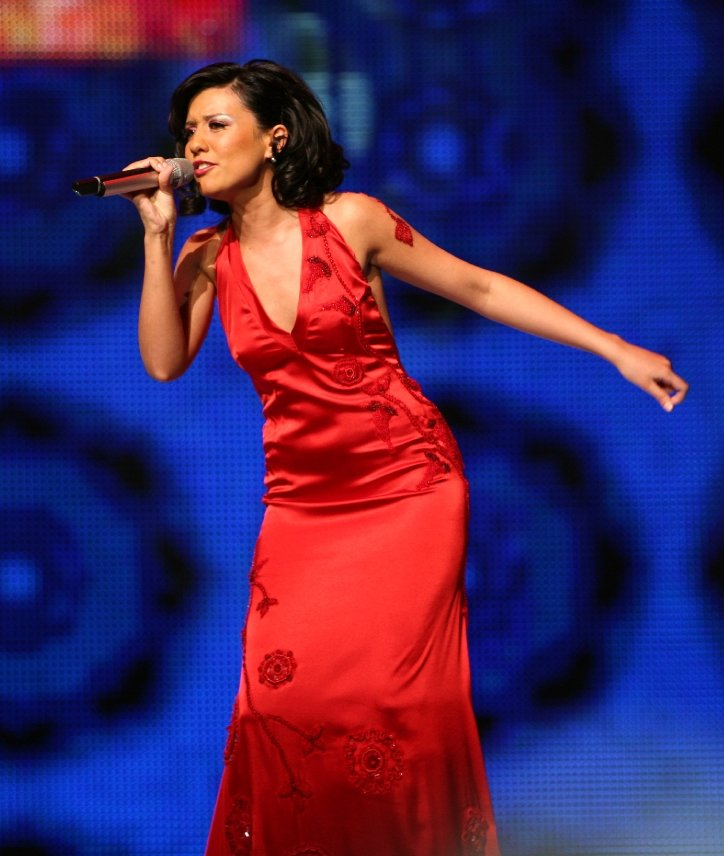
Sopho v Helsinkách (2007)
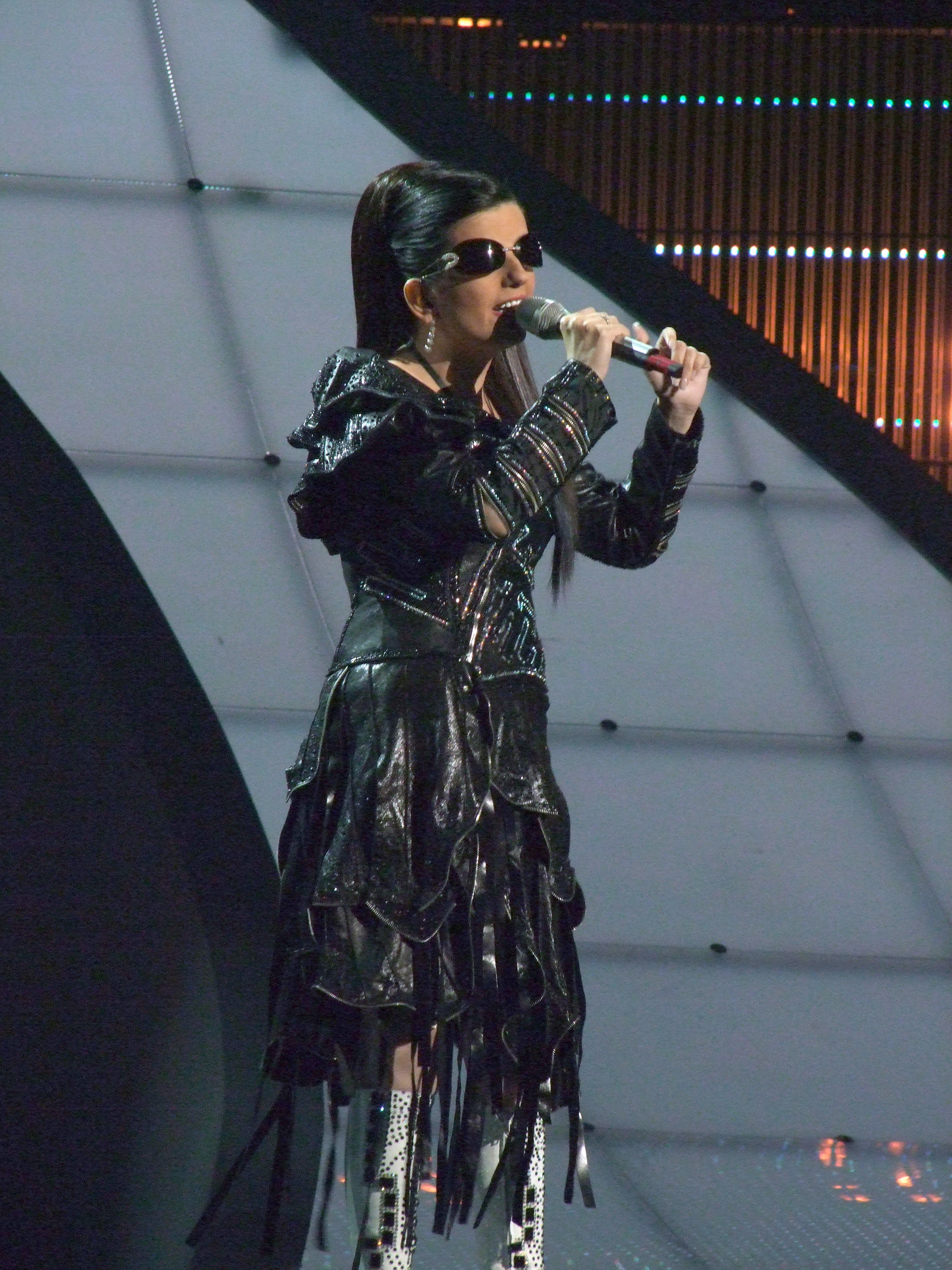
Diana Gurtskaya v Bělehradu (2008)
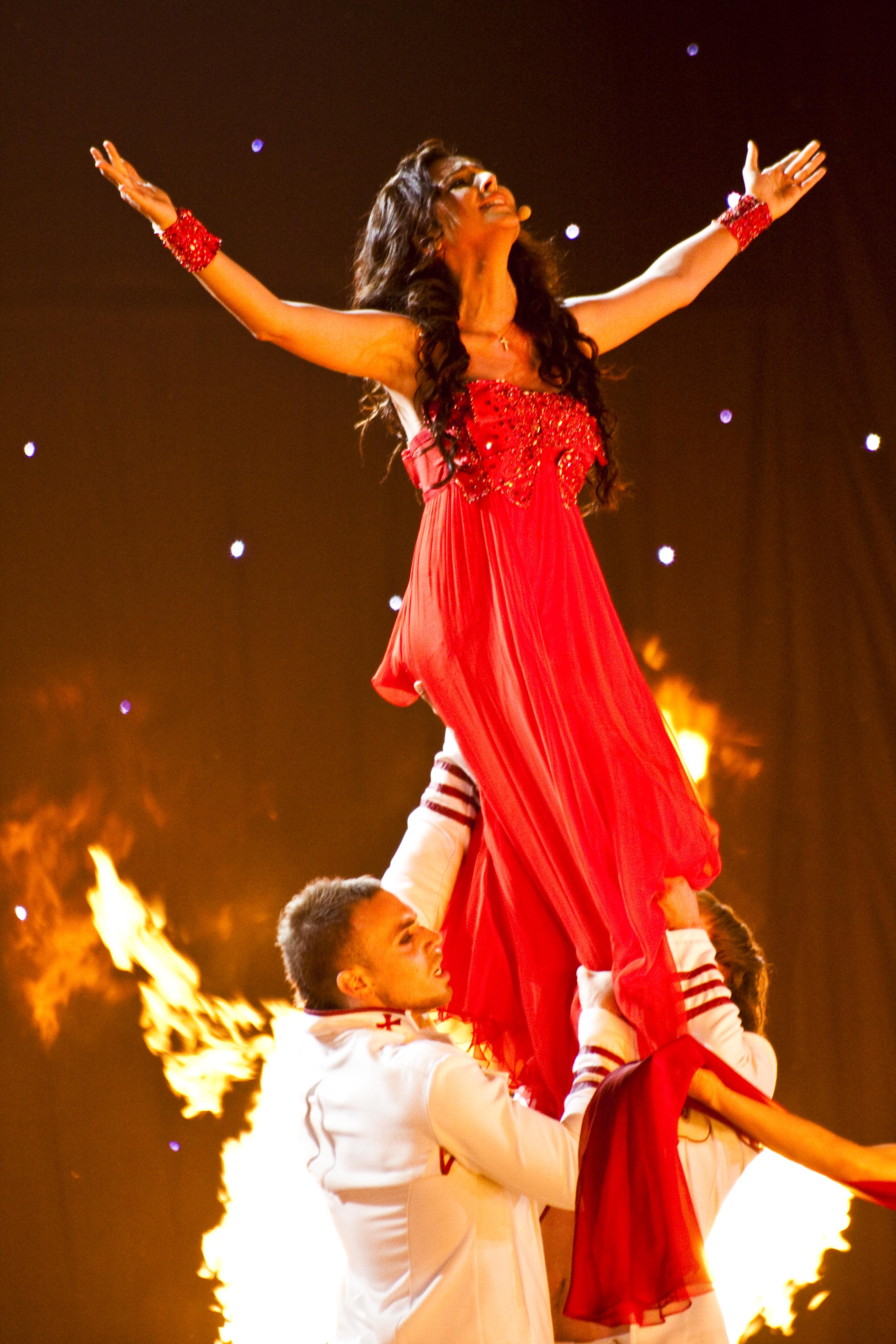
Sofia Nižaradze v Oslu (2010)
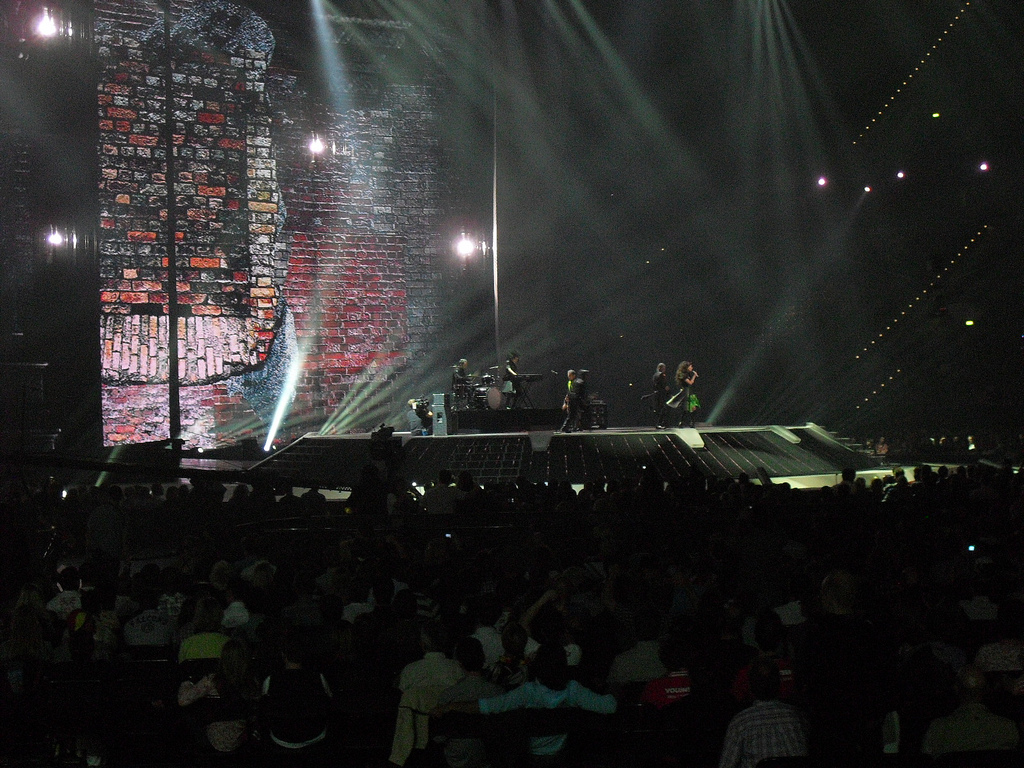
Eldrine v Düsseldorfu (2011)
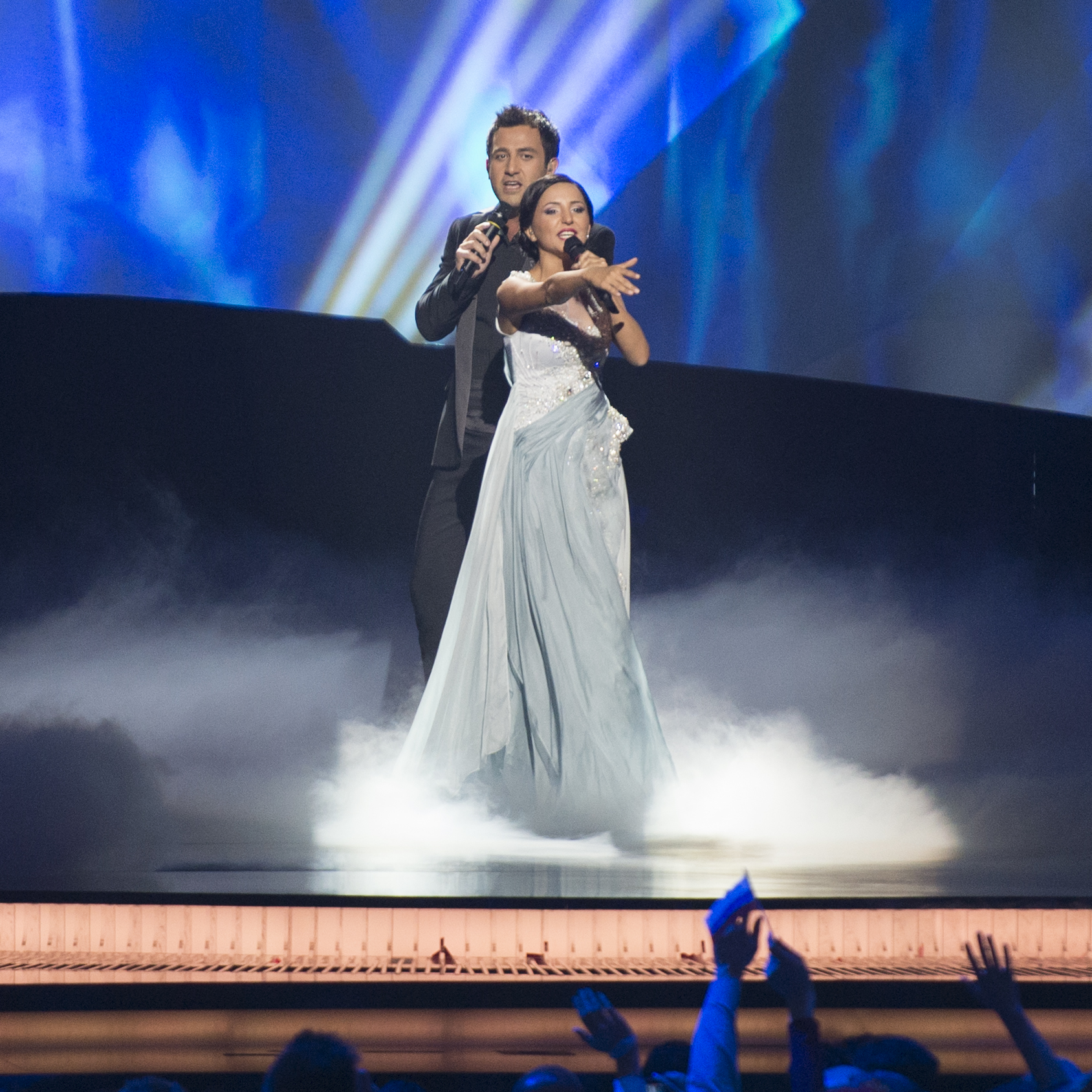
Nodi Tatišvili a Sophie Gelovani v Malmö (2013)
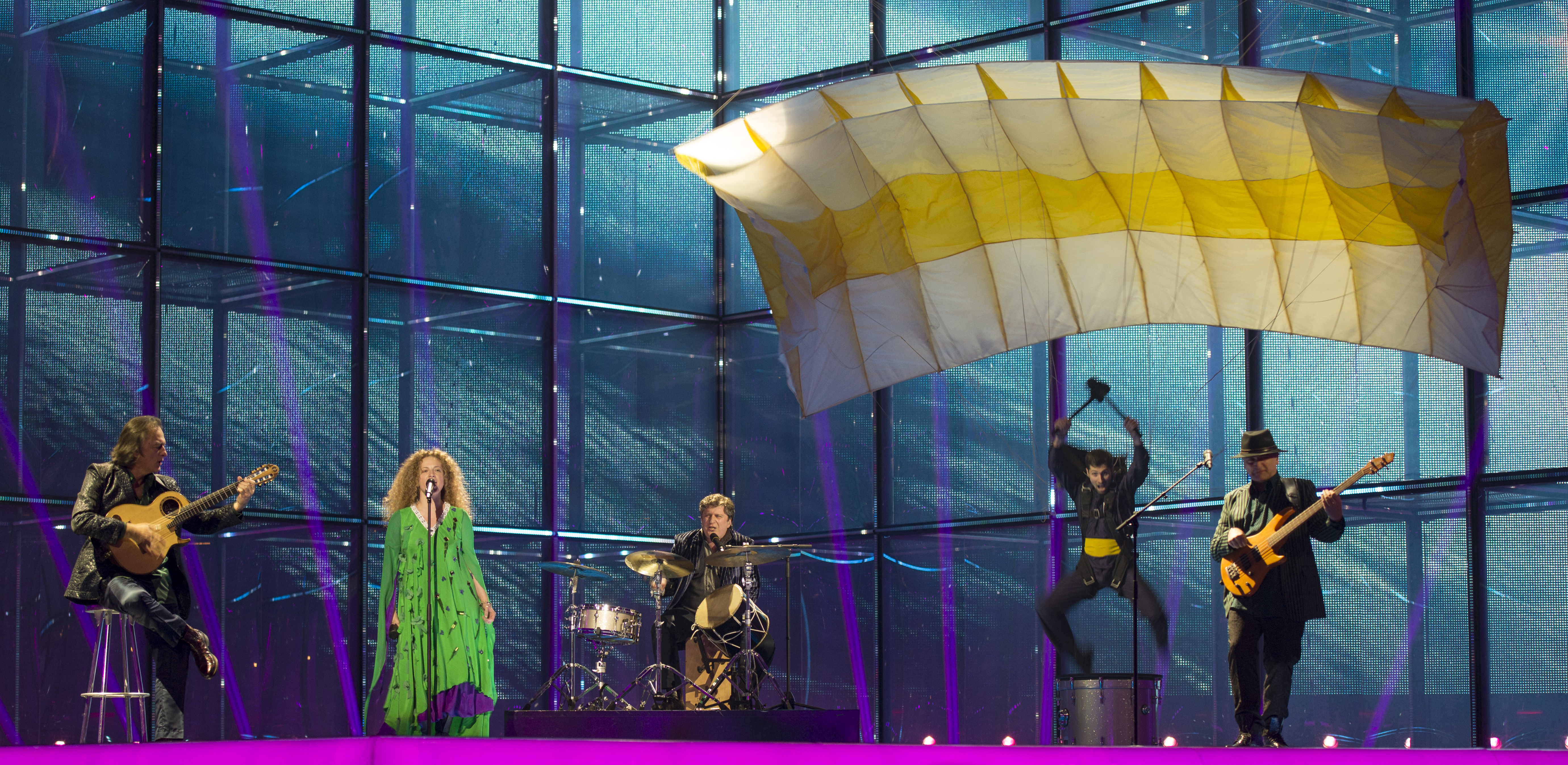
The Shin a Mariko v Kodani (2014)
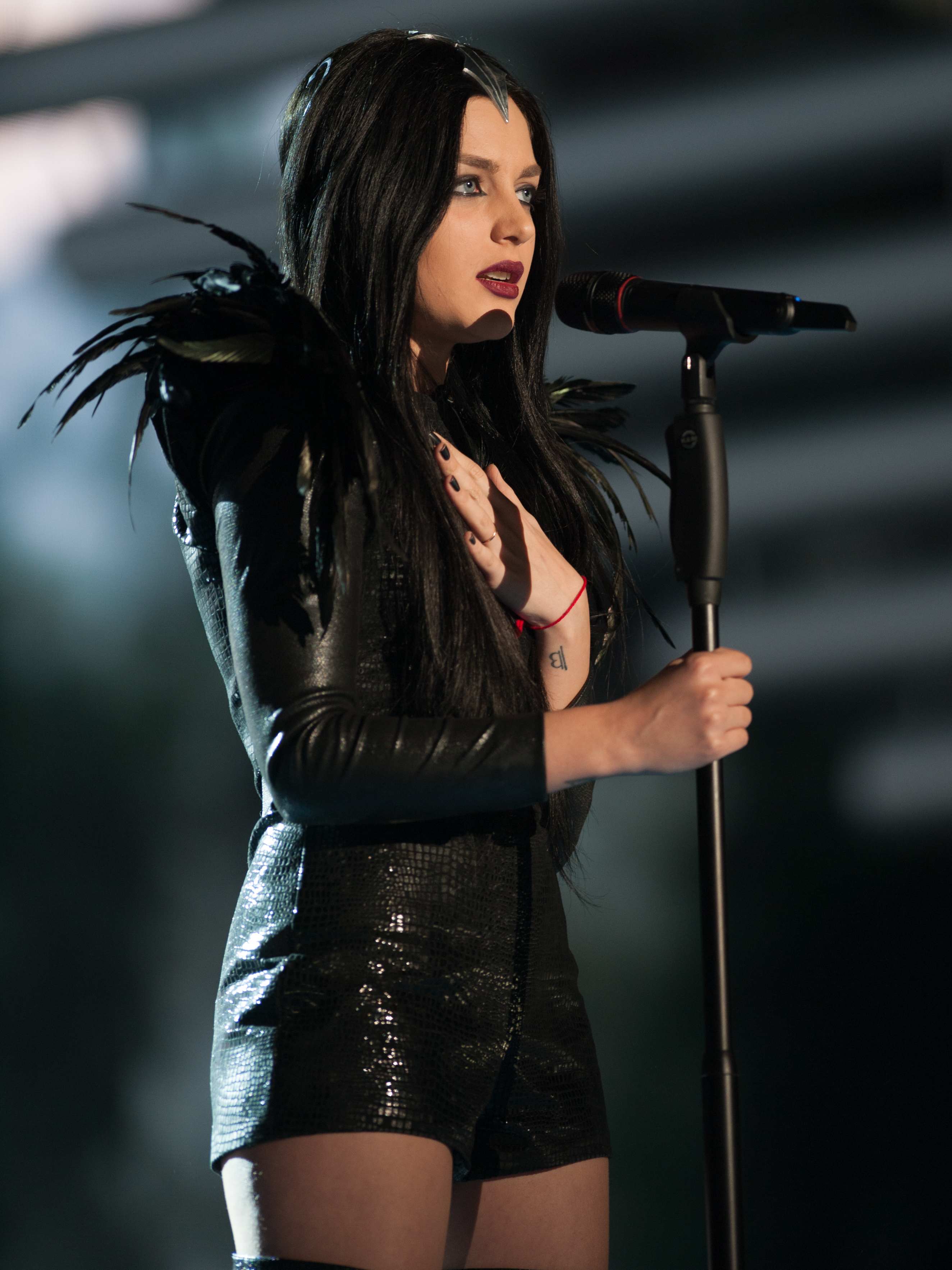
Nina Sublatti ve Vídni (2015)
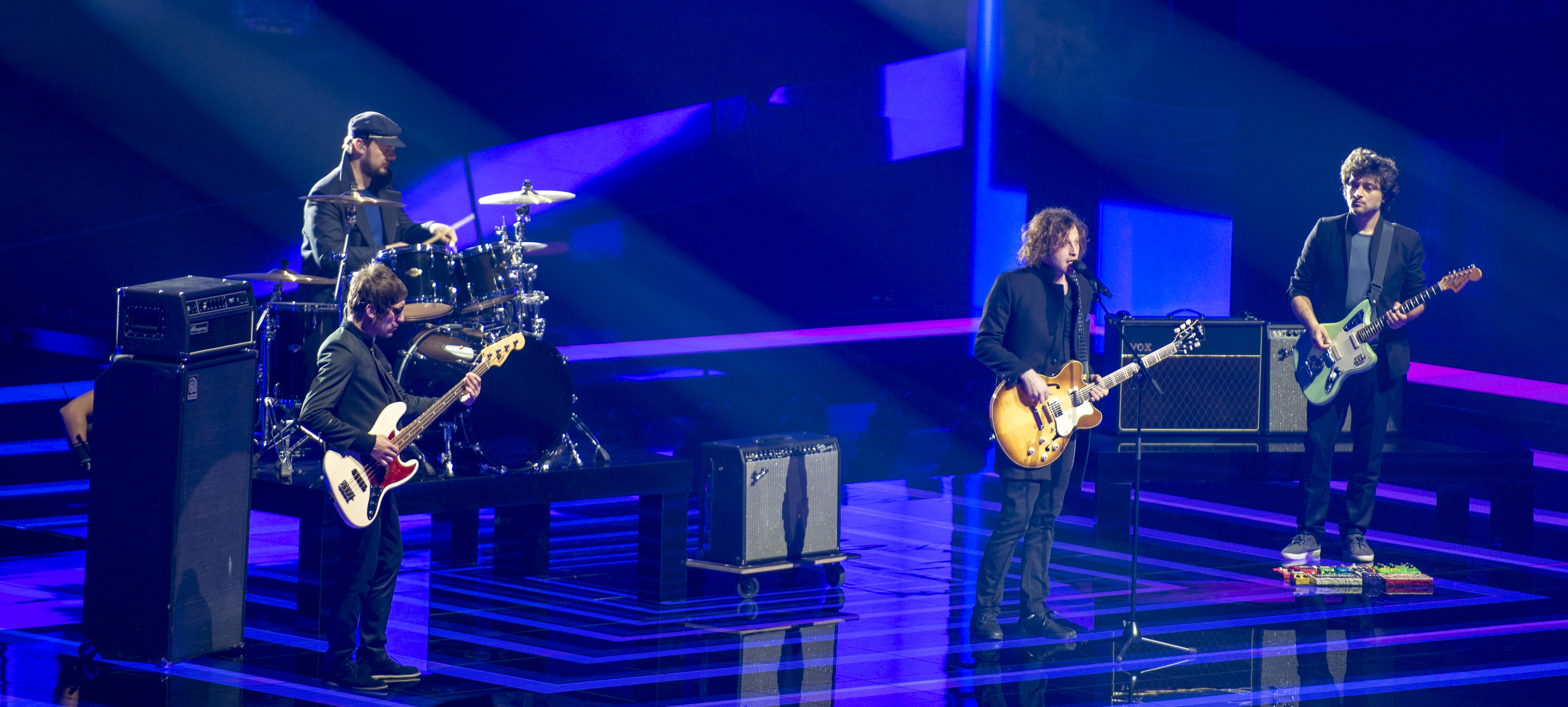
Nika Kocharov a Young Georgian Lolitaz ve Stockholmu (2016)
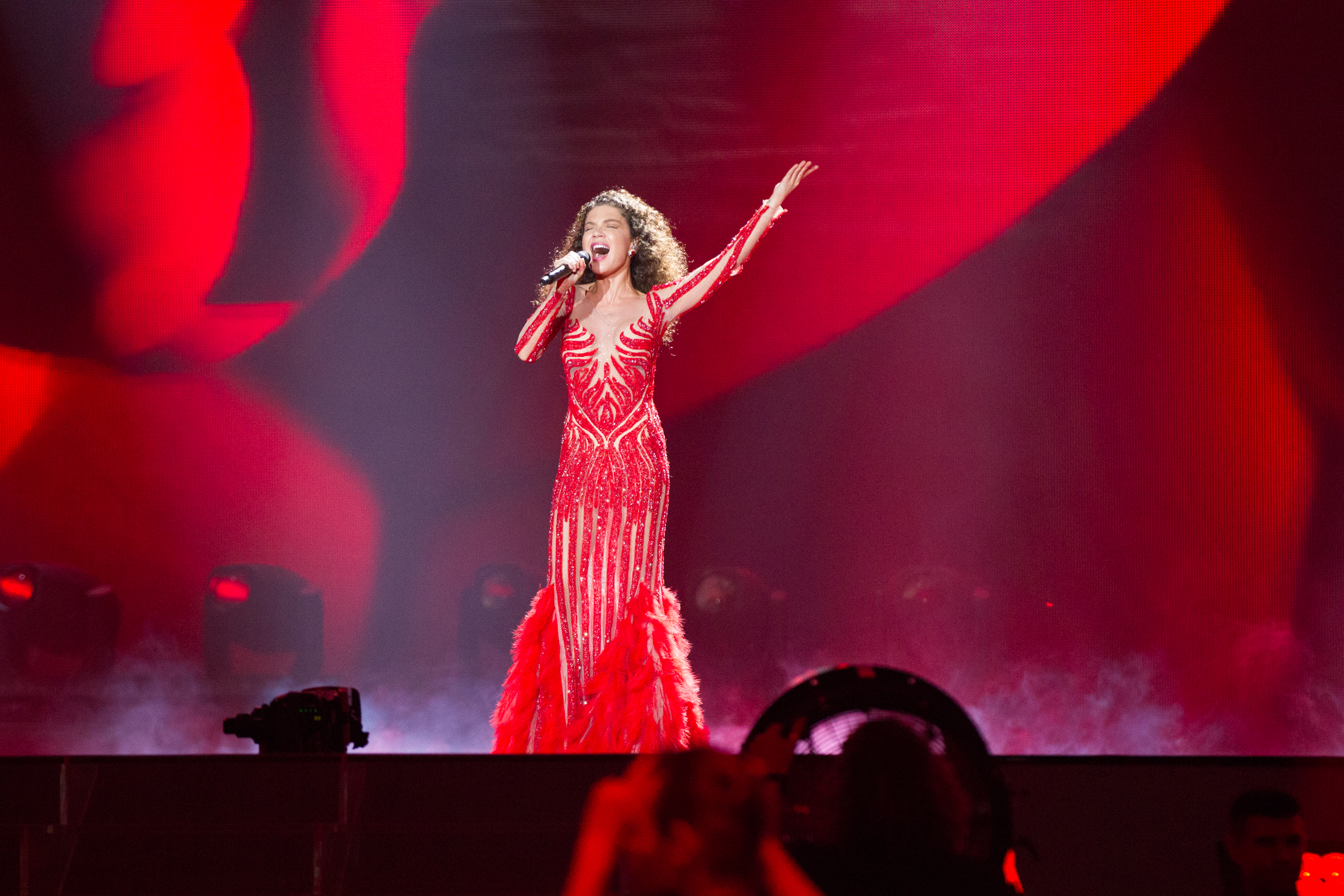
Tamara Gachechiladze v Kyjevě (2017)
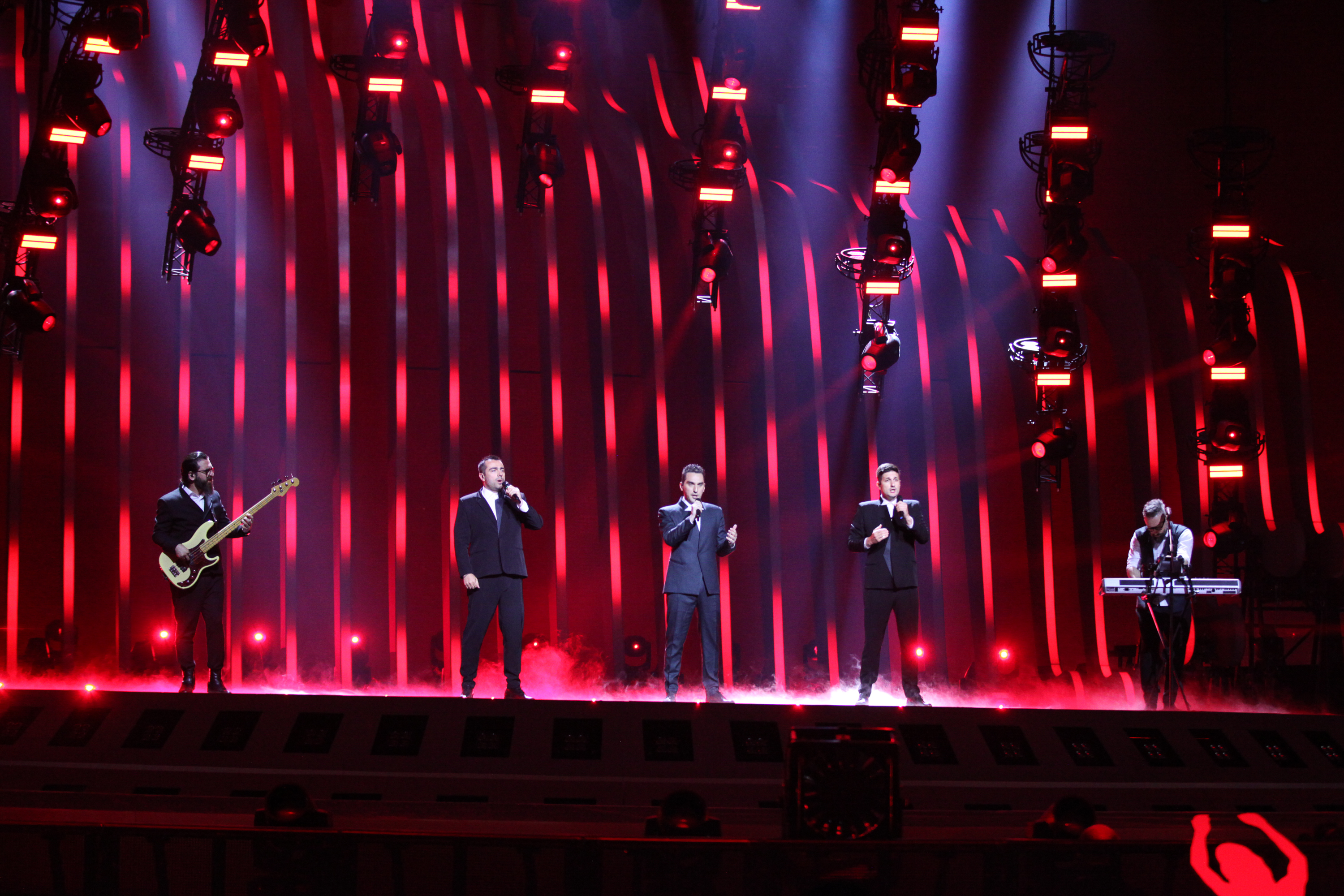
Ethno-Jazz Band Iriao v Lisabonu (2018)
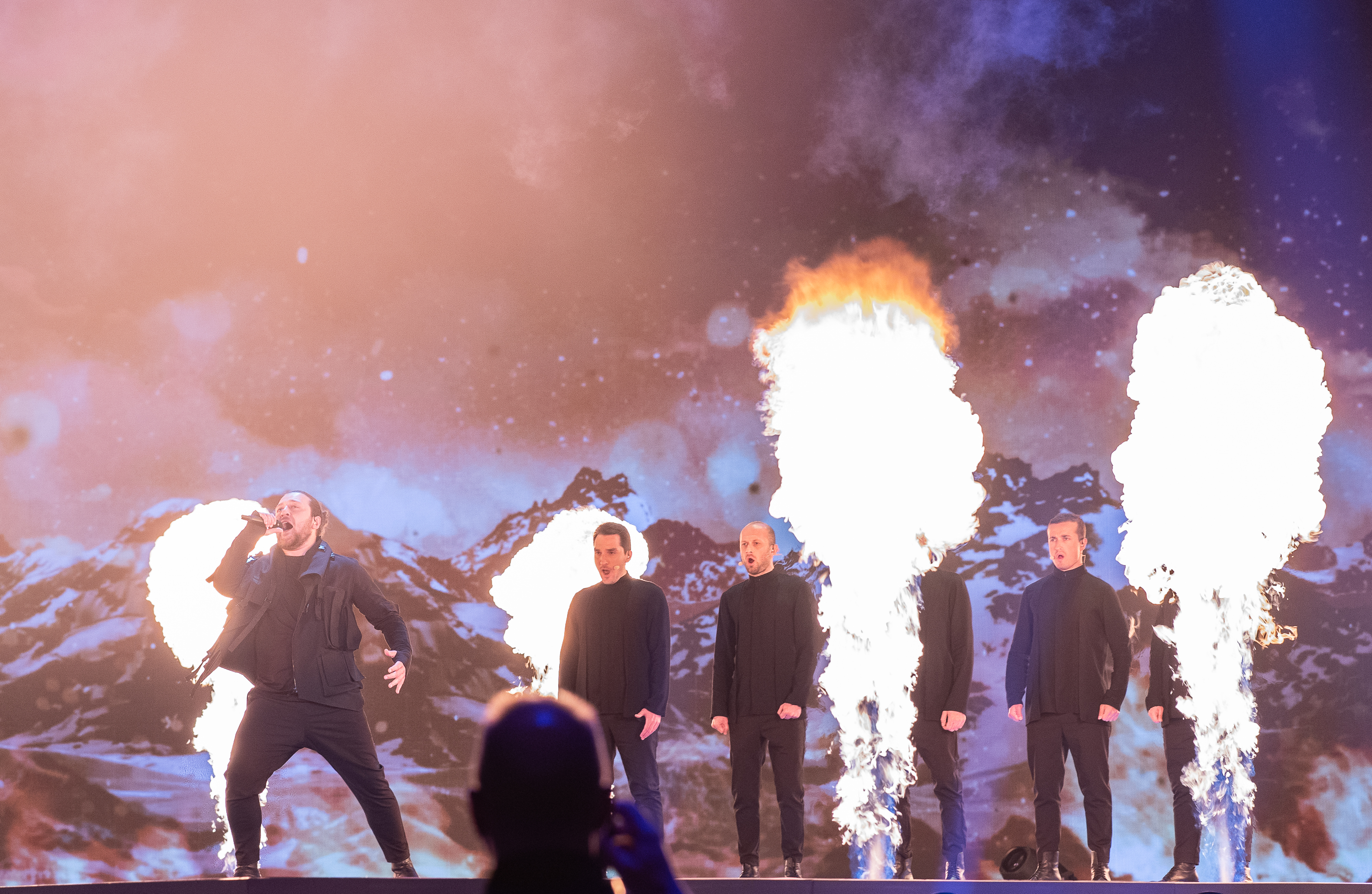
Oto Nemsadze v Tel Avivu (2019)
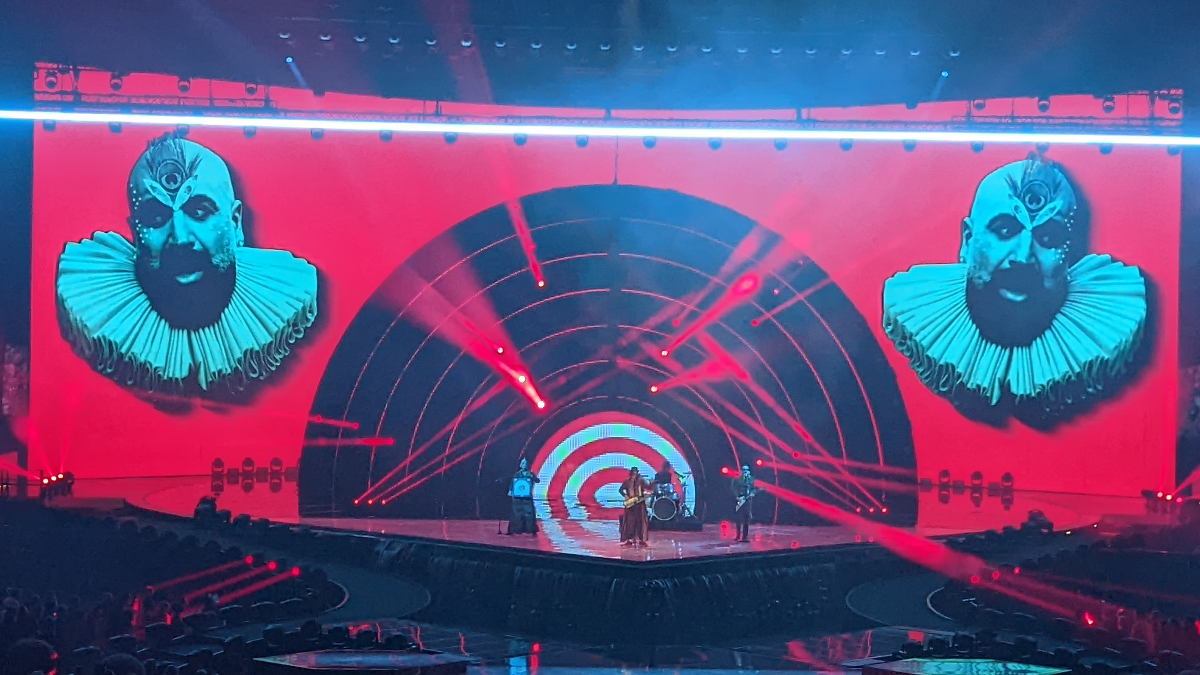
Circus Mircus v Turíně (2022)
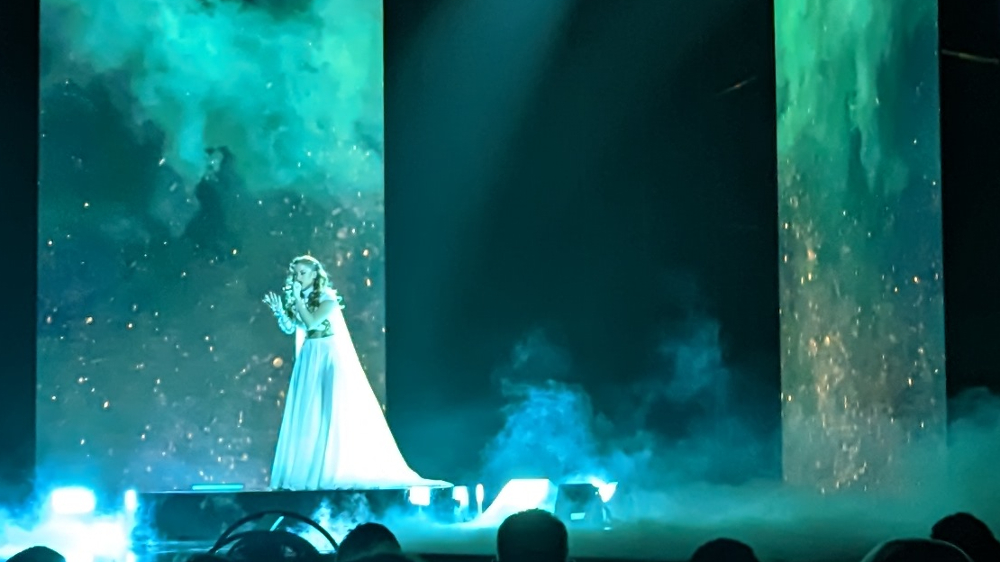
Iru v Liverpoolu (2023)
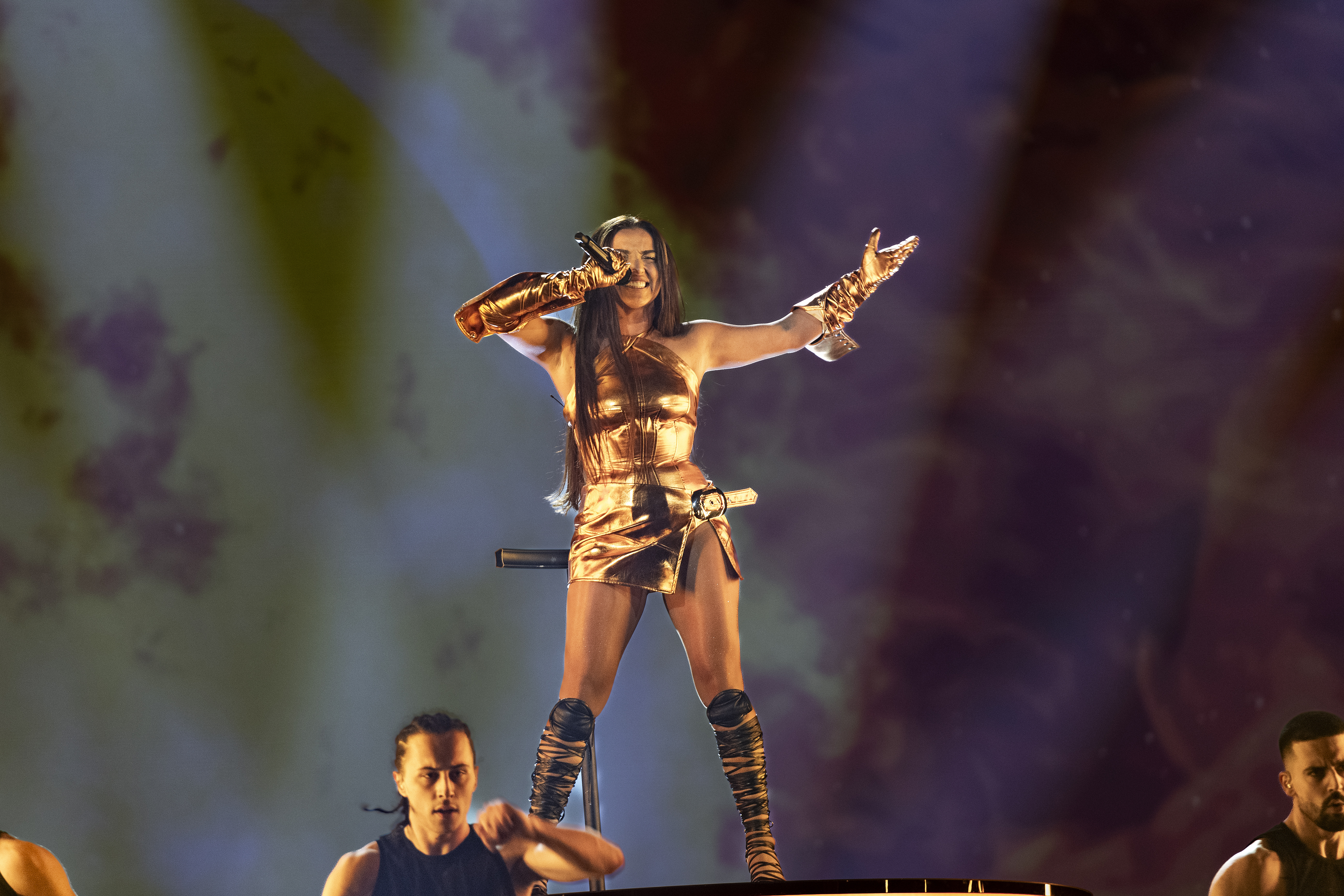
Nutsa Buzaladze v Malmö (2024)
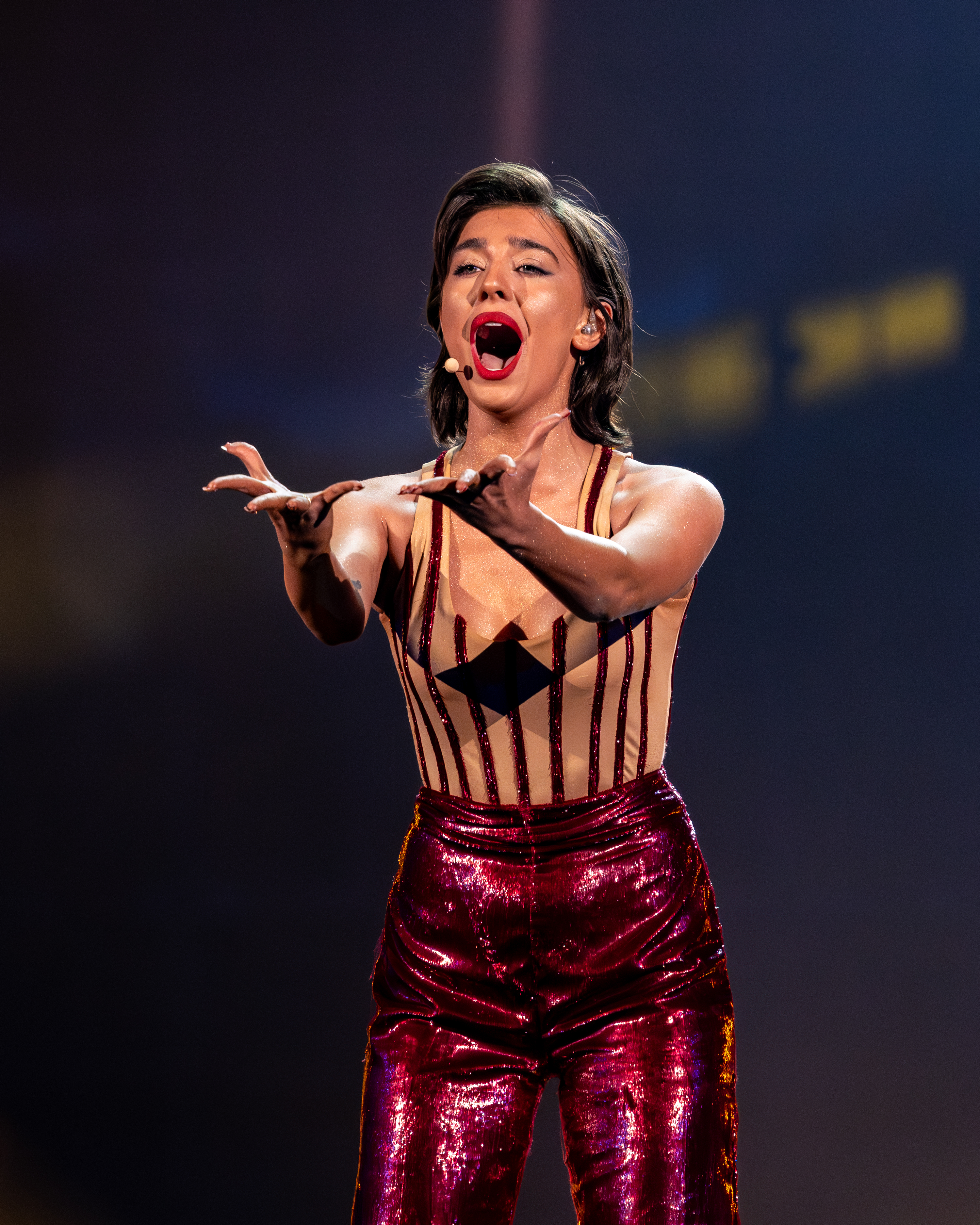
Mariam Shengelia v Basileji (2025)